# Galcerà Altimir
Galcerà Altimir (s.XV-1490) fou organista català, mestre d’aritmètica i bibliotecari de Ferran II el Catòlic desde 1481.

## Biografia
Entre 1446 i 1486 exercí com a responsable dels orgues a la catedral de Barcelona. Des de l'any 1472 arribà Gabriel Terrassa, organista de la Capella Reial catalanoaragonesa de Joan II, i tots dos compartiren treball i sou. Mentre que Terrassa s'encarregava dels nous orgues majors -construïts per Leonhard Marti-, Altimir va realitzar algunes funcions litúrgiques amb l'orgue menor i, també, amb el de la capella de Santa Eulàlia situada a la mateixa catedral. Es té constància de l'última actuació a la catedral gràcies a un document firmat per Terrassa l'1 de juny de 1486. Cal remarcar que no s'han conservat obres seves.
Fora de l’àmbit musical, Galcerà tingué un contracte amb Pere de Montreal (Navarra) de vint anys que habitava a Barcelona, en què l’organista es compromet a mantenir el jove amb aliments suficients, vestit, calçat, instruir-lo a les quatre operacions bàsiques i a l’escriptura en lletra mercantil i bons costums per tal que Pere tingués càrrec com a servent a casa de Galcerà durant tres anys.
També, Galcerà va ser un professor de lletra rodona i d’aritmètica a la ciutat de Barcelona al voltant de 1460. Seguidament, hi ha una possibilitat que tingués una obra escrita seva o bé d’un anònim alumne seu d’aritmètica titulada Llibre de l’art de l’àbac, que tracta d’un manual d’aritmètica vinculat amb l’ensenyament d’Altimir. L’any 1487, Altimir fou nomenat curador dels béns del difunt mercader barceloní Esteve Bonet, conjuntament amb Bartomeu Vidal i Francesc Font, i l’1 de gener del 1481 durant l’estada del rei Ferran II a Barcelona, va ser bibliotecari del rei.